# Abe Duque
Abe Duque, de son vrai nom Carlos Abraham Duque Alcivar  (né en 1968 en Équateur), est un producteur et disc jockey américain de techno.

## Biographie
VieIl est arrivé à New York avec ses parents à l'âge de deux ans. En tant que jeune claviériste, il accompagne les offices religieux et fait partie du groupe Program 2, il est également DJ amateur. En 1989, son premier single Running Man sort chez Panter Records. Suivent des productions pour les labels Tension, Disko B et Oval. À New York, il fait partie du collectif de DJ Rancho Relaxo Allstars et joue régulièrement au club The Limelight. En 1995, il sort la compilation mixée Tension Music, Vol. 5. Depuis 2002, il publie sur son propre label discographique, Abe Duque Records. Pour DJ Hell, il produit l'album N.Y.Muscle, sorti en 2003.
En 2006, il sort la compilation American Gigolo II, suite d'American Gigolo mixé par Tiga en 2001. En fin 2009, la discothèque allemande Tresor célèbre ses 19 ans d'existence avec Abe Duque en tête d'affiche. En 2010, il mixe la compilation Live and On Acid.

## Discographie

### Albums studio
- 1996 : Kirlian – Chicken Wings and Beef Fried Rice (Disko B)
- 1997 : Kirlian – Pleasure Yourself (Disko B)
- 2001 : Abe Duque – De Todas Partes (Disko B)
- 2005 : Abe Duque – So Underground It Hurts (Abe Duque Records)
- 2009 : Abe Duque – Don't Be So Mean (Process)
- 2010 : Abe Duque – Live and On Acid (History)
- 2013 : Abe Duque – Rules for the Modern DJ (Abe Duque Records)
- 2014 : Rules for the Modern DJ (Abe Duque Records)
- 2024 : D. Vázquez & A. Duque – IV_3W (Liceo Ocultural)

### Singles et EP
- 1993 : Kirlian – The Angel of Death (Death Records)
- 1994 : Kirlian – Tales from the Gamma Quadrant (Tension Records)
- 1995 : Kirlian – Porzellangasse Grooves Pt. 1 (Sähkö Recordings)
- 1998 : Kirlian – Uninspired (Disko B)
- 2007 : Abe Duque – Trying to Stay Underground (Abe Duque Records)
- 2008 : Abe Duque – Don't Be So Mean (Abe Duque Records)
- 2009 : Abe Duque – Following My Heart (Abe Duque Records)
- 2010 : Abe Duque feat. Blake Baxter – What Happened? (Process)
- 2015 : Darkside (Abe Duque Records)
- 2018 : Abe Duque / DJ Matuss – Seizure No. 10 (Absence Seizure)
- 2019 : Abe Duque / DJ Matuss – Seizure No. 11 (Absence Seizure)